# Port lotniczy Waszyngton Ronalda Reagana
Port lotniczy Waszyngton Ronalda Reagana (ang. Ronald Reagan Washington National Airport, IATA: DCA, ICAO: KDCA) – publiczny port lotniczy  koło Waszyngtonu, zlokalizowany w hrabstwie Arlington, w stanie Wirginia. Jeden z trzech głównych portów lotniczych obsługujących stolicę Stanów Zjednoczonych (obok Dulles i Baltimore/Washington International), położony najbliżej, ok. 5 km na południe od centrum, na zachodnim brzegu rzeki Potomak.

## Historia
Port lotniczy został otwarty w 1941 roku pod nazwą Washington National Airport. Jego lokalizację wytypował prezydent Franklin D. Roosevelt. W 1998 roku otrzymał obecną nazwę na cześć prezydenta Ronalda Reagana.

## Linie lotnicze i połączenia

### Terminal A (Bramki 1–9)
Terminal został otwarty w 1941 roku i został rozbudowany w 1955 r. by pomieścić większą liczbę pasażerów i linii lotniczych.
- AirTran Airways (Atlanta, Orlando, Milwaukee, Ft. Myers)
- Delta Connection(inne języki) obsługiwane przez Mesaba Airlines (Detroit, Minneapolis/St. Paul)
- Delta Connection(inne języki) obsługiwane przez Pinnacle Airlines (Grand Rapids, Indianapolis [do 30 września])
- Midwest Airlines (Milwaukee)
- Midwest Connect(inne języki) obsługiwane przez Republic Airlines (Kansas City, Milwaukee, Omaha)
- Northwest Airlines (Detroit, Memphis, Minneapolis/St. Paul)
- Spirit Airlines (Fort Lauderdale)

### Terminal B i C
Terminale B i C otwarte w 1997 roku, zastąpiły poprzednie terminale zbudowane w latach 60 XX w. Nowe terminale zostały zaprojektowane przez architekta Césara Pelli i posiada 35 bramek. Nie ma bramy 13, prawdopodobnie z powodu przesądów.

#### Terminal B (Bramki 10–22)
- Air Canada (Toronto-Pearson)
- Air Canada Jazz (Montréal-Trudeau, Ottawa)
- Alaska Airlines (Los Angeles, Seattle/Tacoma)
- Continental Airlines (Houston-Intercontinental, Newark)
- Continental Connection(inne języki) obsługiwane przez Colgan Air (Newark)
- Continental Connection(inne języki) obsługiwane przez Chautauqua Airlines (Cleveland)
- Continental Connection(inne języki) obsługiwane przez ExpressJet Airlines (Cleveland, Newark)
- Delta Air Lines (Atlanta, Salt Lake City)
- Delta Air Lines obsługiwane przez Shuttle America (Nowy Jork-LaGuardia)
- Delta Air Lines obsługiwane przez Shuttle America (Boston, Cincinnati/Northern Kentucky)
- Delta Connection(inne języki) obsługiwane przez Comair (Boston, Cincinnati/Northern Kentucky, Des Moines, Huntsville, Indianapolis [od 1 października], Jackson, Lexington, Madison, Nowy Jork-JFK)

#### Terminal B (Bramki 23–34)
- American Airlines (Chicago-O'Hare, Dallas/Fort Worth, Miami, St. Louis)
- American Eagle Airlines (Boston, Chicago-O'Hare, Nashville, Nowy Jork-JFK, Raleigh/Durham)
- Frontier Airlines (Denver)
- United Airlines (Chicago-O'Hare, Denver)
- US Airways (Patrz Terminal C)

#### Terminal C (Bramki 35–45)
- US Airways (Albany, Bermuda, Boston, Buffalo, Charlotte, Fort Lauderdale, Fort Myers, Hartford/Springfield, Jacksonville (FL), Las Vegas, Manchester (NH), Nassau, New Orleans, Nowy Jork-LaGuardia, Orlando, Filadelfia, Phoenix, Providence, Sarasota/Bradenton [sezonowo], Syracuse, Tampa, West Palm Beach)
- US Airways Express(inne języki) obsługiwane przez Air Wisconsin (Albany, Buffalo, Burlington (VT), Charleston (SC), Charlotte, Dayton, Detroit, Greensboro, Greenville/Spartanburg, Hartford/Springfield, Huntsville, Indianapolis, Kansas City, Knoxville, Manchester (NH), Martha's Vineyard [sezonowo], Myrtle Beach [sezonowo], Nantucket [sezonowo], Nashville, Norfolk, Filadelfia, Pittsburgh, Providence, Raleigh/Durham, Rochester (NY), Savannah [sezonowo], Syracuse, Tampa, White Plains)
- US Airways Express(inne języki) obsługiwane przez Chautauqua Airlines (Columbia (SC), Columbus (OH), Greensboro, Indianapolis, Louisville, Myrtle Beach [sezonowo], Filadelfia, Pittsburgh, Portland (ME))
- US Airways Express(inne języki) obsługiwane przez Colgan Air (Charleston (WV))
- US Airways Express(inne języki) obsługiwane przez Piedmont Airlines (Filadelfia, Pittsburgh)
- US Airways Express(inne języki) obsługiwane przez PSA Airlines (Akron/Canton, Charleston (SC), Charlotte, Chattanooga, Columbia (SC), Dayton, Huntsville, Knoxville, Louisville, Nashville, Filadelfia, Pittsburgh, Rochester (NY))
- US Airways Express(inne języki) obsługiwane przez Republic Airlines (Albany, Burlington (VT), Charleston (SC), Charlotte, Columbus (OH), Dallas/Fort Worth, Detroit, Hartford/Springfield, Huntsville, Indianapolis, Kansas City, Myrtle Beach [sezonowo], Nashville, Nowy Orlean, Orlando, Filadelfia, Pittsburgh, Portland (ME), Raleigh/Durham, Sarasota/Bradenton, Savannah [sezonowo], Syracuse)

### Cargo
- FedEx Express (Memphis)